# Johnny Simmons
Johnny James Simmons (Montgomery, 28 de novembro de 1986) é um ator norte-americano. 

## Biografia
Simmons nasceu em Montgomery, Alabama, e cresceu em Dallas, Texas, onde frequentou Nathan Adams Fundamental, TC Marsh Middle School e é um graduado do ano de 2005 em W.T. White High School.
Já namorou Megan Fox e em junho de 2011 teve um relacionamento com atriz Emma Watson que durou até novembro de 2011.
Johnny é de descendência inglesa, escocesa, norte-irlandesa, alemã e remotamente francesa.

## Filmografia
- Minha ambição(2006)
- Numb3rs(tv) - "Killer Chat" (2006)
- Evan Almighty (2007)
- Trucker (2008)
- The Spirit ( 2008)
- Garota Infernal (2009)
- Um Hotel bom pra Cachorro (2009)
- The greatest (2009)
- Scott Pilgrim vs. the World (2010)
- The Conspirator (2010)
- Cinema Verite (2011)
- Elementary (tv) -"child predator" (2012)
- 21 Jump Street (2012)
- The Perks of Being a Wallflower (2012)
- The To-D List (2013)
- Dreamland (2016)
- Girlboss (2017)